# Fanny Smith
Fanny Smith (Aigle, 20 mei 1992) is een Zwitserse freestyleskiester. Ze vertegenwoordigde haar vaderland op de Olympische Winterspelen 2010 in Vancouver, op de Olympische Winterspelen 2014 in Sotsji en op de Olympische Winterspelen 2018 in Pyeongchang.

## Carrière
Smith maakte haar wereldbekerdebuut in maart 2008 in Grindelwald, tien maanden later scoorde ze in St. Johann in Tirol haar eerste wereldbekerpunten. In december 2009 behaalde de Zwitserse in Innichen haar eerste toptienklassering in een wereldbekerwedstrijd, een maand later stond ze in Lake Placid voor de eerste maal op het podium van een wereldbekerwedstrijd. Tijdens de Olympische Winterspelen van 2010 eindigde Smith als zevende op het onderdeel skicross.
In december 2010 boekte ze in Innichen haar eerste wereldbekerzege. Tijdens de Winter X Games XV in Aspen behaalde de Zwitserse de bronzen medaille op de skicross. Op de wereldkampioenschappen freestyleskiën 2011 in Deer Valley eindigde Smith als tiende op de skicross. In Voss nam ze deel aan de wereldkampioenschappen freestyleskiën 2013, op dit toernooi veroverde ze de wereldtitel op de skicross. In het seizoen 2012/2013 won de Zwitserse de wereldbeker op het onderdeel skicross. Tijdens de Olympische Winterspelen van 2014 in Sotsji eindigde Smith als achtste op de skicross.
Op de wereldkampioenschappen freestyleskiën 2015 in Kreischberg sleepte ze de bronzen medaille in de wacht op het onderdeel skicross. In de Spaanse Sierra Nevada nam de Zwitserse deel aan de wereldkampioenschappen freestyleskiën 2017. Op dit toernooi behaalde ze de zilveren medaille op het onderdeel skicross. Tijdens de Olympische Winterspelen van 2018 in Pyeongchang veroverde Smith de bronzen medaille op de skicross.
Op de wereldkampioenschappen freestyleskiën 2019 in Park City sleepte ze de bronzen medaille in de wacht op de skicross. In het seizoen 2018/2019 won de Zwitserse voor de tweede maal in haar carrière de wereldbeker skicross. In Idre Fjäll nam Smith deel aan de wereldkampioenschappen freestyleskiën 2021. Op dit toernooi behaalde de zilveren medaille op de skicross.

## Resultaten

### Olympische Spelen
| Jaar | Plaats      | Resultaten  |
| ---- | ----------- | ----------- |
| 2010 | Vancouver   | 7e Skicross |
| 2014 | Sotsji      | 8e Skicross |
| 2018 | Pyeongchang | Skicross    |

### Wereldkampioenschappen
| Jaar | Plaats        | Resultaten   |
| ---- | ------------- | ------------ |
| 2011 | Deer Valley   | 10e Skicross |
| 2013 | Voss          | Skicross     |
| 2015 | Kreischberg   | Skicross     |
| 2017 | Sierra Nevada | Skicross     |
| 2019 | Park City     | Skicross     |
| 2021 | Idre Fjäll    | Skicross     |

### Wereldbeker
Eindklasseringen
| Seizoen   | Algm  | SX     |
| --------- | ----- | ------ |
| 2008/2009 | 145e  | 47e    |
| 2009/2010 | 19e   | 6e     |
| 2010/2011 | 9e    | 4e     |
| 2011/2012 | 107e  | 27e    |
| 2012/2013 | 5e    | Goud   |
| 2013/2014 | 5e    | Zilver |
| 2014/2015 | 8e    | Brons  |
| 2016/2017 | 11e   | Brons  |
| 2017/2018 | 8e    | Zilver |
| 2018/2019 | Brons | Goud   |
| 2019/2020 | Brons | Zilver |

Wereldbekerzeges
| Datum            | Plaats        | Onderdeel |
| ---------------- | ------------- | --------- |
| 19 december 2010 | Innichen      | Skicross  |
| 8 december 2012  | Nakiska       | Skicross  |
| 13 december 2012 | Telluride     | Skicross  |
| 19 december 2012 | Val Thorens   | Skicross  |
| 17 maart 2013    | Åre           | Skicross  |
| 21 december 2013 | Innichen      | Skicross  |
| 15 maart 2014    | Åre           | Skicross  |
| 16 maart 2014    | Åre           | Skicross  |
| 6 februari 2015  | Arosa         | Skicross  |
| 7 februari 2015  | Arosa         | Skicross  |
| 21 februari 2015 | Tegernsee     | Skicross  |
| 15 december 2017 | Montafon      | Skicross  |
| 3 maart 2018     | Sunny Valley  | Skicross  |
| 17 december 2018 | Arosa         | Skicross  |
| 21 december 2018 | Innichen      | Skicross  |
| 20 januari 2019  | Idre Fjäll    | Skicross  |
| 26 januari 2019  | Blue Mountain | Skicross  |
| 23 februari 2019 | Sunny Valley  | Skicross  |
| 24 februari 2019 | Sunny Valley  | Skicross  |
| 7 december 2019  | Val Thorens   | Skicross  |
| 22 december 2019 | Innichen      | Skicross  |
| 25 januari 2020  | Idre Fjäll    | Skicross  |
| 23 februari 2020 | Sunny Valley  | Skicross  |
| 16 december 2020 | Arosa         | Skicross  |
| 20 december 2020 | Val Thorens   | Skicross  |
| 20 januari 2021  | Idre Fjäll    | Skicross  |
| 24 januari 2021  | Idre Fjäll    | Skicross  |
| 27 februari 2021 | Bakoeriani    | Skicross  |